# Heiko Bonan
Heiko Bonan (Haldensleben, 10 febbraio 1966) è un allenatore di calcio ed ex calciatore tedesco orientale dal 1990 tedesco, di ruolo centrocampista.

## Statistiche

### Cronologia presenze e reti in nazionale
| Cronologia completa delle presenze e delle reti in nazionale ― Germania Est | Cronologia completa delle presenze e delle reti in nazionale ― Germania Est | Cronologia completa delle presenze e delle reti in nazionale ― Germania Est | Cronologia completa delle presenze e delle reti in nazionale ― Germania Est | Cronologia completa delle presenze e delle reti in nazionale ― Germania Est | Cronologia completa delle presenze e delle reti in nazionale ― Germania Est | Cronologia completa delle presenze e delle reti in nazionale ― Germania Est | Cronologia completa delle presenze e delle reti in nazionale ― Germania Est |
| Data                                                                        | Città                                                                       | In casa                                                                     | Risultato                                                                   | Ospiti                                                                      | Competizione                                                                | Reti                                                                        | Note                                                                        |
| --------------------------------------------------------------------------- | --------------------------------------------------------------------------- | --------------------------------------------------------------------------- | --------------------------------------------------------------------------- | --------------------------------------------------------------------------- | --------------------------------------------------------------------------- | --------------------------------------------------------------------------- | --------------------------------------------------------------------------- |
| 13/02/1989                                                                  | Il Cairo                                                                    | Egitto                                                                      | 0 – 4                                                                       | Galles                                                                      | Amichevole                                                                  | -                                                                           | 80’                                                                         |
| 12/09/1990                                                                  | Bruxelles                                                                   | Belgio                                                                      | 0 – 2                                                                       | Galles                                                                      | Amichevole                                                                  | -                                                                           |                                                                             |
| Totale                                                                      |                                                                             | Presenze                                                                    | 2                                                                           |                                                                             | Reti                                                                        | 0                                                                           |                                                                             |

## Palmarès

### Giocatore

#### Competizioni nazionali
- DFV-Supercup: 1

Dinamo Berlino: 1989
- Fußball-Regionalliga: 1

Rot-Weiss Essen: 2003-2004 (Regionalliga Nord)